# Dománovice

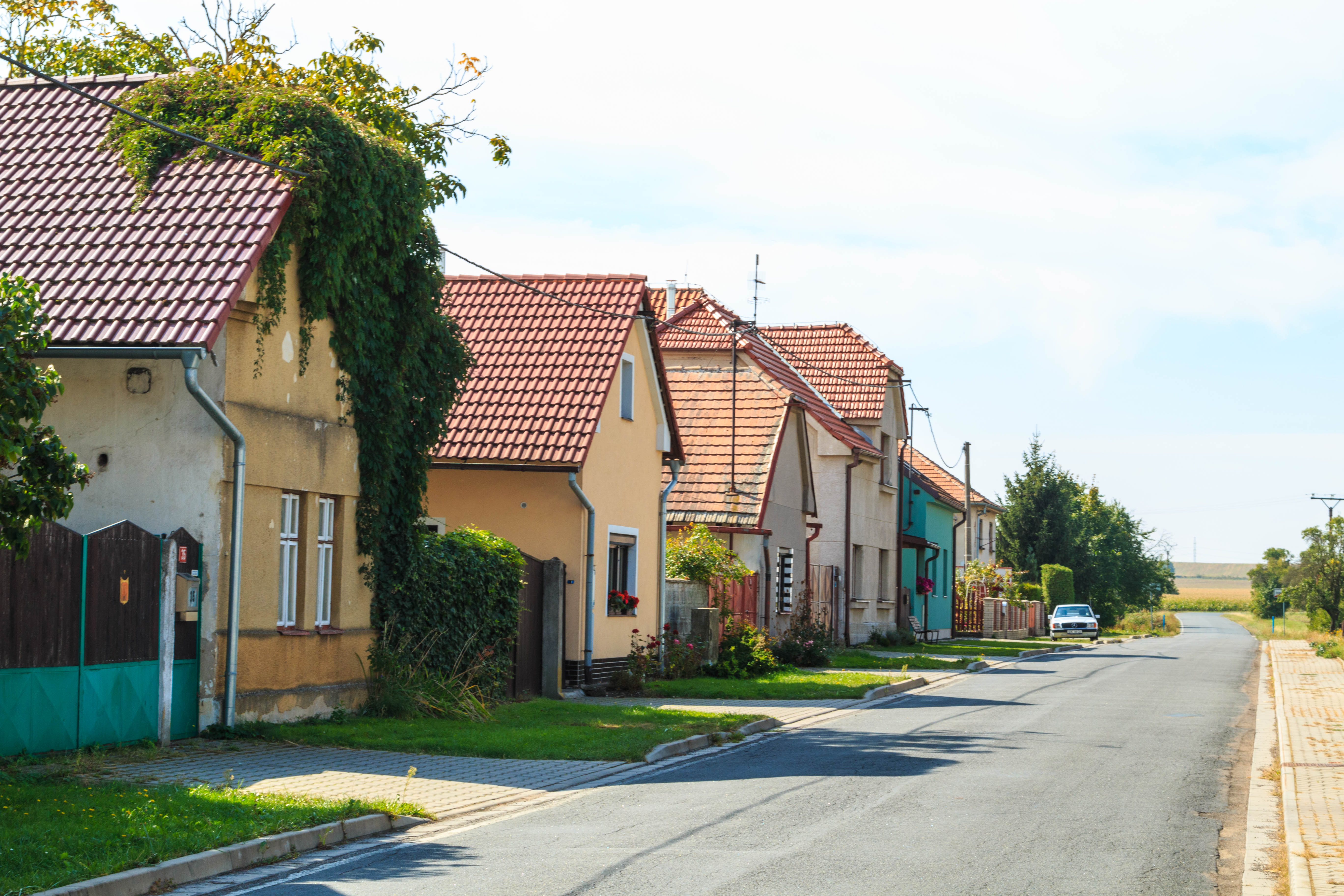
Ortsansicht

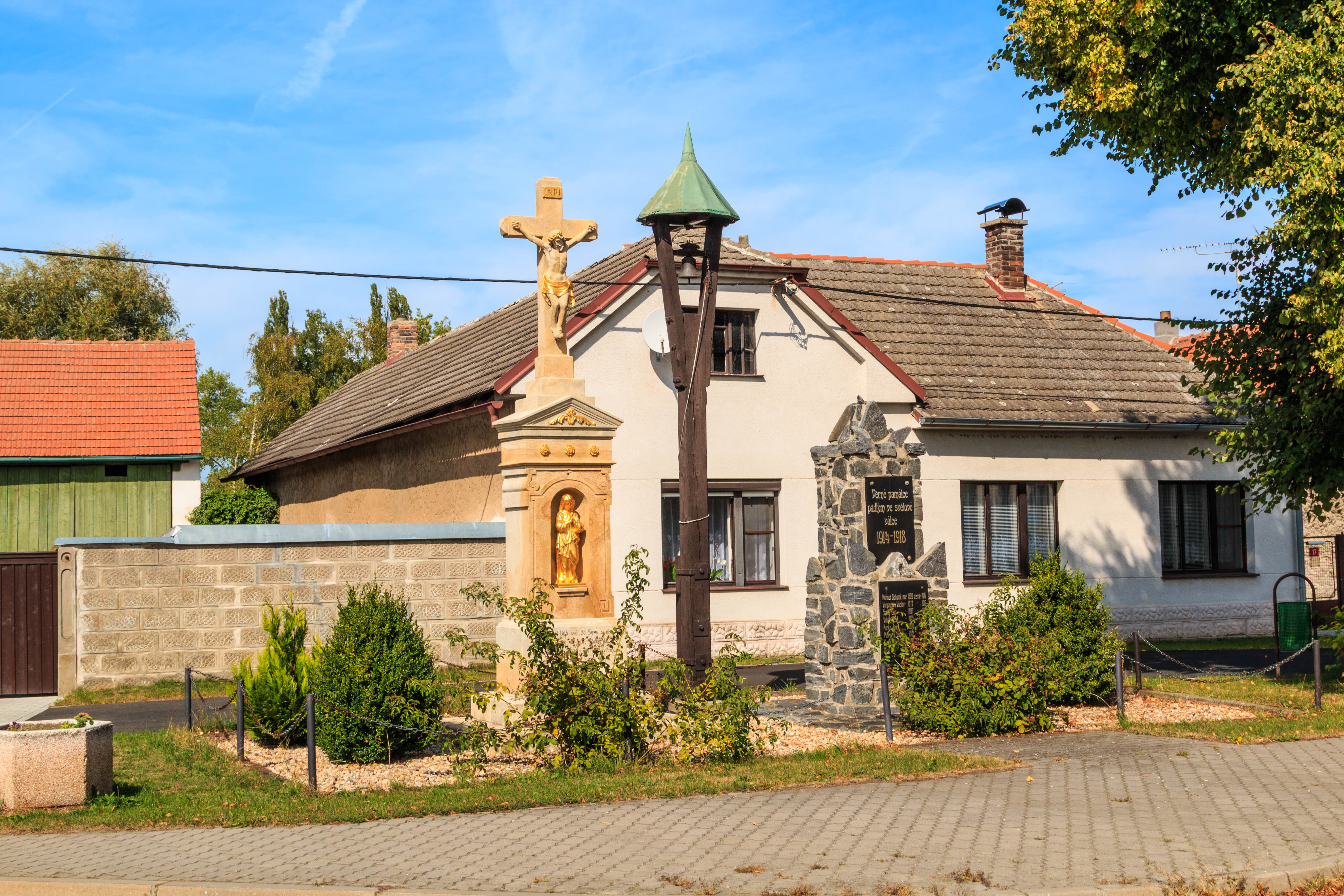
Dorfplatz

Dománovice, bis 1969 Domanovice (deutsch Domanowitz)  ist eine Gemeinde in Tschechien. Sie liegt 13 Kilometer nordöstlich von Kolín und gehört zum Okres Kolín.

## Geographie
Das von Wäldern umgebene Dorf Dománovice befindet sich im Quellgebiet des Baches Radovesnický potok in der Středolabské tabule (Tafelland an der mittleren Elbe). Östlich erhebt sich der Dománovický vrch (269 m n.m.), im Süden der Holý vrch (266 m n.m.), südwestlich der Kostelík (261 m n.m.) sowie im Nordwesten der Stráň (265 m n.m.) und die Kozí hůra (272 m n.m.). Zwei Kilometer nördlich des Dorfes verläuft die Dálnice 11 / E 67. Gegen Westen erstreckt sich das Wildgehege Chrčická stráň.
Nachbarorte sind Choťovice, Nové Domy, Obora und Korce im Norden, Zbraň, Končice, Žiželice und Loukonosy im Nordosten, Hradišťko II, Píska und Rozehnaly im Osten, Radovesnice II, Lipec und Božec im Südosten, Chrást und Bělušice im Süden, Němčice und Ohaře im Südwesten, Polní Chrčice im Westen sowie Sány, Dobšice und Žehuň im Nordwesten.

## Geschichte
Das Dorf entstand wahrscheinlich im 12. oder 13. Jahrhundert. Erstmals schriftlich erwähnt wurden 1371 und 1373 ein Slawata de Domanowicz und 1378 Jaroslav z Dománovic, die wahrscheinlich ihren Sitz in Dománovice hatten. Die erste urkundliche Erwähnung des Dorfes stammt aus dem Jahre 1386. Zu Beginn des 16. Jahrhunderts erwarben die Herren Slavata von Chlum und Koschumberg das Gut und vereinigten es mit Radovesnice. Diviš Slavata von Chlum und Koschumberg war 1547 einer der Anführer des Ständeaufstandes gegen König Ferdinand I. und verlor nach der Niederschlagung des Aufstandes seinen Besitz. Ab 1552 besaß Jan Klusák von Kostelec das Gut Radovesnice, ab 1572 gehörte es Bernard Dobrženský von Dobrženitz. Nach dem Tod des Ondřej Klusák teilten dessen Söhne 1590 die Güter Radovesnice und Lipec unter sich auf. Im Jahre 1607 verkaufte Mikuláš Klusák von Kostelec das Gut Radovesnice an König Rudolf II., der es mit der Herrschaft Podiebrad vereinigte.
Im Jahre 1833 bestand das im Bidschower Kreis gelegene Rustikaldorf Domanowitz aus 18 Häusern, in denen 115 Personen, darunter drei protestantische Familien lebten. Domanowitz war eines der fünf Dörfer des Chrtschitzer oder Oberen Gerichts. Pfarrort war Wohař, die Kinder besuchten die Schule in Radowesnitz. Bis zur Mitte des 19. Jahrhunderts blieb Domanowitz der k.k. Kameralherrschaft Podiebrad untertänig.
Nach der Aufhebung der Patrimonialherrschaften bildete Domanovice ab 1849 eine Gemeinde im Gerichtsbezirk Chlumetz. Im Jahre 1854 wurde das Dorf nach Polní Chrčice eingemeindet. Ab 1868 gehörte Domanovice zum Bezirk Neubydžow. 1869 hatte Domanovice 165 Einwohner und bestand aus 25 Häusern. Domanovice löste sich 1886 wieder von Polní Chrčice los und bildete eine eigene Gemeinde. Im Jahre 1900 lebten in Domanovice 216 Menschen, 1910 waren es 236. Die Freiwillige Feuerwehr wurde 1926 gegründet. 1930 hatte Domanovice 234 Einwohner. Im Jahre 1960 wurde die Gemeinde dem Okres Kolín zugeordnet. 1961 erfolgte die Eingemeindung nach Ohaře. 1969 wurde der Ortsname in Dománovice geändert. Seit dem 1. Juli 1990 besteht die Gemeinde Dománovice wieder. Beim Zensus von 2001 lebten in den 54 Häusern von Dománovice 132 Personen. Seit 2015 führt die Gemeinde ein Wappen und Banner.

## Sehenswürdigkeiten
- Steinernes Kreuz auf dem Dorfplatz, errichtet 1892
- Glockenbaum auf dem Dorfplatz, errichtet zu Beginn des 20. Jahrhunderts
- Gedenkstein für die Gefallenen des Ersten Weltkrieges auf dem Dorfplatz
- Naturreservat „Dománovický les“, der östlich des Dorfes gelegene Eichen-Hainbuchen-Wald wurde 1988 unter Schutz gestellt